# Toralino de la Vega
Toralino de la Vega es una localidad del municipio leonés de Riego de la Vega, en la Comunidad Autónoma de Castilla y León. 
Sus fiestas patronales se celebran el día 7 de agosto, una de las fechas más importantes para esta localidad. 
La iglesia está dedicada a san Mames.

## Localidades limítrofes
Confina con las siguientes localidades:
- Al norte con Carral.
- Al noreste con San Félix de la Vega y Villarnera de la Vega.
- Al este con Santibáñez de la Isla.
- Al sureste con Toral de Fondo.
- Al sur con Castrotierra de la Valduerna.
- Al oeste con Bustos.
- Al noroeste con Riego de la Vega.

## Demografía
Evolución de la población
| Gráfica de evolución demográfica de Toralino de la Vega entre 2000 y 2017 |
|                                                                           |
| Población de derecho (2000-2017) según el padrón municipal del INE        |

## Historia
Así se describe a Toralino de la Vega en el tomo XV del Diccionario geográfico-estadístico-histórico de España y sus posesiones de Ultramar, obra impulsada por Pascual Madoz a mediados del siglo XIX:

Lugar en la provincia de León (7 leguas), partido judicial de la Bañeza (2), diócesis de Astorga (1 ½), audiencia territorial y capitanía general de Valladolid (20), ayuntamiento de Riego de la Vega. Situado en un llano; su clima es templado; sus enfermedades más comunes tercianas, cuartanas y dolores de costado. Tiene 30 casas; escuela de primeras letras por temporada; iglesia parroquial (San Mamés) servida por un cura de ingreso y presentación de 7 voces mixtas, y buenas aguas potables. Confina con Riego, Santibáñez de la Isla, Castrotierra y Bustos. El terreno es de mediana calidad. Además de los caminos locales, cuenta el real de Madrid a la Coruña; recibe la correspondencia de la Bañeza. Producciones: granos, legumbres, lino, patatas y pastos; cría ganados, y caza de varios animales. Industria: algunos telares de lienzos bastos, molinos harineros y de aceite de linaza. Población: 30 vecinos, 200 almas. Contribución: con el ayuntamiento.
Diccionario geográfico-estadístico-histórico de España y sus posesiones de Ultramar